# Vincent Simon
Vincent Simon (* 28. September 1983) ist ein tahitischer Fußballspieler. Der Verteidiger spielt beim tahitischen Verein AS Dragon. Er ist tahitischer Nationalspieler.
Er spielte bis 2011 beim AS Pirae, dann ging er zum AS Dragon. 2004 gab er sein Debüt in der tahitischen Nationalmannschaft. Mit ihr wurde er 2012 Ozeanienmeister. In insgesamt 19 Länderspielen schoss er ein Tor. Beim FIFA-Konföderationen-Pokal 2013 war sein Dopingtest positiv auf Tuaminoheptan, die FIFA sperrte ihn deswegen bis zum 7. Februar 2014.